# Cai Xuzhe
Cai Xuzhe (Vereenvoudigd Chinees: 蔡旭哲; mei 1976, Shenzhou, Hebei) is een Chinees ruimtevaarder. Hij werd in 2010 geselecteerd door de China National Space Administration. Voor de aanstelling tot taikonaut was hij werkzaam bij de Luchtmacht van het Volksbevrijdingsleger (PLAAF).
Op 5 juni 2022 maakte Cai Xuzhe zijn eerste ruimtevlucht aan boord van de Shenzhou 14 missie naar het Tiangong-ruimtestation.